# Veikkausliiga 1990
Die Veikkausliiga 1990 war die erste Spielzeit der höchsten finnischen Spielklasse im Fußball der Männer unter diesem Namen sowie die 60. Saison seit deren Einführung im Jahre 1930. Die Veikkausliiga löste die Mestaruussarja als höchste Spielklasse ab.
Meister wurde HJK Helsinki. Die Blau-Weißen aus der Hauptstadt setzten sich im Finale der Play-offs gegen den Gewinner der Hauptrunde Kuusysi Lahti in zwei Spielen durch.

## Modus
Die zwölf Mannschaften traten zunächst an 22 Spieltagen zweimal gegeneinander an. Die besten acht Teams spielten danach im K.-o.-System den Meister aus. Der Tabellenletzte stieg direkt ab, der Vorletzte musste in die Relegation.

## Teilnehmende Mannschaften
| Verein                      | Stadt       | Stadion                    | Kapazität |
| --------------------------- | ----------- | -------------------------- | --------- |
| Haka Valkeakoski            | Valkeakoski | Tehtaan kenttä             | 06.400    |
| HJK Helsinki                | Helsinki    | Sonera Stadium             | 10.766    |
| Kokkolan Palloveikot        | Kokkola     | Kokkolan keskuskenttä      | 02.000    |
| Kumu Kuusankoski            | Kouvola     | Kuusankosken urheilupuisto | 04.000    |
| Kuopion PS                  | Kuopio      | Väinölänniemen-Stadion     | 02.543    |
| Kuusysi Lahti Lahden Reipas | Lahti       | Lahden kisapuisto          | 04.000    |
| Mikkelin Palloilijat        | Mikkeli     | Mikkelin urheilupuisto     | 07.000    |
| Oulun Työväen Palloilijat   | Oulu        | Heinäpään tekonurmi        | 01.000    |
| Rovaniemi PS                | Rovaniemi   | Rovaniemen keskuskenttä    | 02.800    |
| Ilves Tampere               | Tampere     | Tammela Stadion            | 05.040    |
| Turku PS                    | Turku       | Veritas-Stadion            | 09.000    |

## Hauptrunde

### Tabelle
| Pl. | Verein                    | Sp. | S  | U  | N  | Tore    | Diff. | Punkte |
| --- | ------------------------- | --- | -- | -- | -- | ------- | ----- | ------ |
| 1.  | Kuusysi Lahti (M)         | 22  | 14 | 5  | 3  | 034:120 | +22   | 33:11  |
| 2.  | Rovaniemi PS              | 22  | 12 | 5  | 5  | 029:170 | +12   | 29:15  |
| 3.  | HJK Helsinki              | 22  | 11 | 6  | 5  | 040:290 | +11   | 28:16  |
| 4.  | Kuopion PS (P)            | 22  | 8  | 8  | 6  | 024:220 | +2    | 24:20  |
| 5.  | Lahden Reipas             | 22  | 7  | 9  | 6  | 035:210 | +14   | 23:21  |
| 6.  | Turku PS                  | 22  | 7  | 9  | 6  | 027:200 | +7    | 23:21  |
| 7.  | Mikkelin Palloilijat      | 22  | 6  | 11 | 5  | 020:220 | −2    | 23:21  |
| 8.  | Haka Valkeakoski          | 22  | 8  | 6  | 8  | 027:340 | −7    | 22:22  |
| 9.  | Ilves Tampere             | 22  | 6  | 8  | 8  | 037:330 | +4    | 20:24  |
| 10. | Oulun Työväen Palloilijat | 22  | 4  | 7  | 11 | 016:320 | −16   | 15:29  |
| 11. | Kokkolan Palloveikot (N)  | 22  | 6  | 3  | 13 | 015:320 | −17   | 15:29  |
| 12. | Kumu Kuusankoski (N)      | 22  | 1  | 7  | 14 | 013:430 | −30   | 09:35  |

Platzierungskriterien: 1. Punkte – 2. Tordifferenz – 3. geschossene Tore

| (M) | amtierender Meister     |
| (P) | amtierender Pokalsieger |
| (N) | Neuaufsteiger           |

Die beiden punktgleichen Teams auf Platz 10 und 11 ermittelten den Teilnehmer für die Relegation.
|                           | Ergebnis |                      |
| ------------------------- | -------- | -------------------- |
| Oulun Työväen Palloilijat | 2:1      | Kokkolan Palloveikot |

### Kreuztabelle
| 1990 | 1990                      | Kuusysi Lahti | Rovaniemi PS | HJK Helsinki | Kuopion PS | Lahden Reipas | Turku PS | Mikkelin Palloilijat | Haka Valkeakoski | Ilves Tampere | Oulun Työväen Palloilijat | Kokkolan Palloveikot | FC Kuusankoski |
| 1.   | Kuusysi Lahti             |               | 2:1          | 1:0          | 2:0        | 0:0           | 0:0      | 1:2                  | 5:0              | 2:1           | 3:1                       | 2:0                  | 0:0            |
| 2.   | Rovaniemi PS              | 2:0           |              | 3:0          | 1:0        | 1:0           | 1:1      | 0:0                  | 1:1              | 2:0           | 2:3                       | 1:0                  | 2:0            |
| 3.   | HJK Helsinki              | 0:3           | 3:0          |              | 1:1        | 0:2           | 2:0      | 4:1                  | 2:1              | 2:2           | 1:0                       | 1:0                  | 5:3            |
| 4.   | Kuopion PS                | 2:3           | 1:4          | 2:3          |            | 1:1           | 2:0      | 0:0                  | 1:1              | 2:1           | 0:0                       | 1:0                  | 4:1            |
| 5.   | Lahden Reipas             | 0:2           | 0:1          | 1:1          | 0:0        |               | 2:3      | 0:2                  | 2:1              | 7:1           | 1:1                       | 0:1                  | 3:0            |
| 6.   | Turku PS                  | 0:0           | 1:0          | 1:1          | 2:0        | 2:3           |          | 0:0                  | 0:1              | 0:4           | 3:0                       | 0:0                  | 0:0            |
| 7.   | Mikkelin Palloilijat      | 0:1           | 1:1          | 1:1          | 0:0        | 0:3           | 1:1      |                      | 2:1              | 2:0           | 0:0                       | 2:1                  | 1:1            |
| 8.   | Haka Valkeakoski          | 0:2           | 0:1          | 3:1          | 1:2        | 0:6           | 3:2      | 1:1                  |                  | 3:3           | 2:1                       | 2:0                  | 1:0            |
| 9.   | Ilves Tampere             | 1:1           | 1:2          | 1:1          | 0:1        | 2:2           | 0:0      | 0:0                  | 2:3              |               | 4:2                       | 1:0                  | 3:0            |
| 10.  | Oulun Työväen Palloilijat | 1:2           | 0:0          | 0:1          | 0:1        | 0:0           | 0:4      | 2:0                  | 0:0              | 0:5           |                           | 2:0                  | 1:0            |
| 11.  | Kokkolan Palloveikot      | 1:0           | 2:1          | 3:6          | 0:2        | 1:1           | 0:3      | 3:1                  | 0:2              | 0:4           | 0:0                       |                      | 2:0            |
| 12.  | Kumu Kuusankoski          | 0:2           | 1:2          | 0:4          | 1:1        | 1:1           | 0:4      | 1:3                  | 0:0              | 1:1           | 3:2                       | 0:1                  |                |

## Meisterschaftsrunde

### Viertelfinale
Zwei Siege waren erforderlich. Bei Unentschieden gab es ohne Verlängerung ein Elfmeterschießen.
|               |  |                      | 1. Spiel        | 2. Spiel        | 3. Spiel |
| ------------- |  | -------------------- | --------------- | --------------- | -------- |
| Kuusysi Lahti |  | Haka Valkeakoski     | 3:1             | 2:2 (4:3 i. E.) |          |
| Rovaniemi PS  |  | Mikkelin Palloilijat | 1:1 (4:5 i. E.) | 2:1             | 0:1      |
| Turku PS      |  | HJK Helsinki         | 0:0 (3:2 i. E.) | 1:2             | 1:3      |
| Kuopion PS    |  | Lahden Reipas        | 1:1 (4:5 i. E.) | 0:2             |          |

### Halbfinale
|               |  |                      | 1. Spiel | 2. Spiel |
| ------------- |  | -------------------- | -------- | -------- |
| Kuusysi Lahti |  | Mikkelin Palloilijat | 3:1      | 1:0      |
| HJK Helsinki  |  | Lahden Reipas        | 3:2      | 3:2      |

### Spiel um Platz 3
|               | Ergebnis |                      |
| ------------- | -------- | -------------------- |
| Lahden Reipas | 1:6      | Mikkelin Palloilijat |

### Finale
|               |  |              | 1. Spiel        | 2. Spiel |
| ------------- |  | ------------ | --------------- | -------- |
| Kuusysi Lahti |  | HJK Helsinki | 1:1 (3:4 i. E.) | 0:1      |

## Relegation
Der Elfte der Veikkausliiga spielte gegen den Zweiten der I divisioona.
|                      | Gesamt |         | Hinspiel | Rückspiel |
| -------------------- | ------ | ------- | -------- | --------- |
| Kokkolan Palloveikot | 2:5    | FF Jaro | 0:1      | 2:4       |

## Statistiken

### Torschützenliste nach der Hauptrunde
| Pl. | Nat.     | Spieler        | Verein        | Tore |
| --- | -------- | -------------- | ------------- | ---- |
| 1   | Polen    | Marek Czakon   | Ilves Tampere | 16   |
| 2   | Finnland | Jari Litmanen  | Lahden Reipas | 14   |
| 3   | Finnland | Marko Rajamäki | Turku PS      | 13   |
| 4   | Finnland | Kimmo Tarkkio  | HJK Helsinki  | 12   |
| 5   | Jamaika  | Marcus Gayle   | Kuopion PS    | 9    |
|     | Finnland | Ari Tegelberg  | Rovaniemi PS  | 9    |

### Torschützenliste nach den Play-offs
| Pl. | Nat.     | Spieler          | Verein        | Tore |
| --- | -------- | ---------------- | ------------- | ---- |
| 1   | Polen    | Marek Czakon     | Ilves Tampere | 16   |
|     | Finnland | Kimmo Tarkkio    | HJK Helsinki  | 16   |
| 3   | Finnland | Jari Litmanen    | Lahden Reipas | 14   |
|     | Finnland | Marko Rajamäki   | Turku PS      | 14   |
| 5   | England  | Michael Belfield | Lahden Reipas | 11   |

## Abschneiden im Europapokal
- Meister HJK Helsinki (Europapokal der Landesmeister 1991/92)
  - 1. Runde: 0:1 und 0:3 gegen Dynamo Kiew
- Vizemeister Kuusysi Lahti (UEFA-Pokal 1991/92)
  - 1. Runde: 1:6 und 1:0 gegen FC Liverpool
- Dritter Mikkelin Palloilijat (UEFA-Pokal 1991/92)
  - 1. Runde: 0:2 und 1:3 gegen Spartak Moskau
- Pokalsieger Ilves Tampere (Europapokal der Pokalsieger 1991/92)
  - 1. Runde: 2:3 und 2:1 gegen Glenavon FC
  - 2. Runde: 1:1 und 2:5 gegen AS Rom